# Gobernador de Zacatecas
El Gobernador de Zacatecas encargado del Poder Ejecutivo del estado mexicano de Zacatecas, elegido por un periodo de 6 años sin reelección. Actualmente su titular es David Monreal Ávila. 

## Historia
El 17 de junio de 1823 la diputación provincial declaró a Zacatecas estado libre y federado , y el 19 de octubre de 1823 quedó instalado el primer Congreso estatal. Los tres poderes constituidos —Ejecutivo, Legislativo y Judicial— defendieron la autonomía del estado como condición para conservar la integridad nacional. Su postura se identificó con un confederalismo, opuesto a toda actitud separatista, y mantuvo la tradición constitucionalista y legalista que se había arraigado en Zacatecas entre 1810 y 1813. Don José María Hoyos, fue nombrado por la Junta Auxiliar como Gobernador Provisional del Nuevo Estado Federado de Zacatecas, y el mismo 18 de marzo de 1824, tomó posesión del cargo, mientras se convocaba a los Municipios a que presentaran una terna para elegir al nuevo Gobernador. Las tareas más urgentes del primer Congreso fueron elaborar la constitución y mantener el estado a salvo de las pretensiones centralizadoras del gobierno nacional y, paradójicamente, de Guadalajara, que estaba interesada en conservar su antigua jurisdicción sobre Zacatecas. Dos de los principales temas de discusión de la legislatura fueron el manejo de los recursos económicos del estado, como garantía de su independencia y soberanía, y el equilibrio de los tres poderes.
José María García Rojas fue el primer gobernador elegido en Zacatecas conforme a la nueva Constitución. Como gobernador García Rojas: estableció la milicia cívica, que sería muy importante en la defensa del federalismo
Apoyó la autoridad de poder civil sobre los militares y los religiosos.

## Requisitos
Los requisitos para poder llegar a ser gobernador de Zacatecas son:
- Ser ciudadano mexicano en pleno ejercicio de sus derechos;
- Ser nativo del Estado o tener ciudadanía zacatecana;
- Tener residencia efectiva en el Estado por lo menos de cinco años inmediatamente anteriores al día de la elección.  La residencia no se interrumpirá en el caso del desempeño de un cargo de elección popular o de naturaleza federal;
- Tener treinta años cumplidos el día de la elección;
- No ser servidor público cuando menos noventa días antes de la elección;
- No estar en servicio activo en el Ejército Nacional, a menos que se separe del mismo seis meses antes de la elección;
- Se deroga;

Fracción derogada POG  03-10-2009
- No pertenecer al estado eclesiástico ni ser ministro de algún culto religioso, a menos que se separe formal, material y definitivamente de su ministerio en la forma y con la anticipación que establece la Ley Reglamentaria del Artículo 130 de la Constitución Política de los Estados Unidos Mexicanos;
- No estar comprendido en las causas de impedimento establecidas en los artículos 16 y 17 de la Constitución; y
- Estar inscrito en el Registro Federal de Electores y tener la correspondiente credencial para votar.